# Amorphophallus stuhlmannii
Amorphophallus stuhlmannii är en kallaväxtart som först beskrevs av Adolf Engler, och fick sitt nu gällande namn av Adolf Engler och Karl Gehrmann. Amorphophallus stuhlmannii ingår i släktet Amorphophallus och familjen kallaväxter.

## Underarter
Arten delas in i följande underarter:
- A. s. congoensis
- A. s. stuhlmannii